# Nymphargus vicenteruedai
Nymphargus vicenteruedai é uma espécie de anfíbio anuro da família Centrolenidae. Está presente na Colômbia. A UICN classificou-a como deficiente de dados.